# Gert Pieterse
Gert Pieterse (18 februari 1962) is een Nederlandse schaker. Hij is sinds 1988 een  internationaal meester (IM). 

## Schaakcarrière
Pieterse won vier keer het persoonlijk kampioenschap van de Schaakbond Groot-Amsterdam: in 1982, 1983, 1986 en in 1990. 
In 1987 en 1988 speelde hij mee om het kampioenschap van Nederland in Hilversum en in 1991 in Eindhoven. In 1988 werd hij gedeeld winnaar van het VBG/van Berkel-BSG Pinkstertoernooi. 
Gert speelt ook online via de Internet Chess Club met gebruikersnaam 'Pieterse'. 